# Knyszyn-Zamek
Knyszyn-Zamek [ˈknɨʂɨn ˈzamɛk] est un village polonais de la gmina de Knyszyn dans le powiat de Mońki et dans la voïvodie de Podlachie. Il se situe à environ 3 kilomètres au sud-ouest de Knyszyn, à 13 kilomètres au sud-est de Mońki et à 28 kilomètres au nord-ouest de Bialystok. 

## Géographie

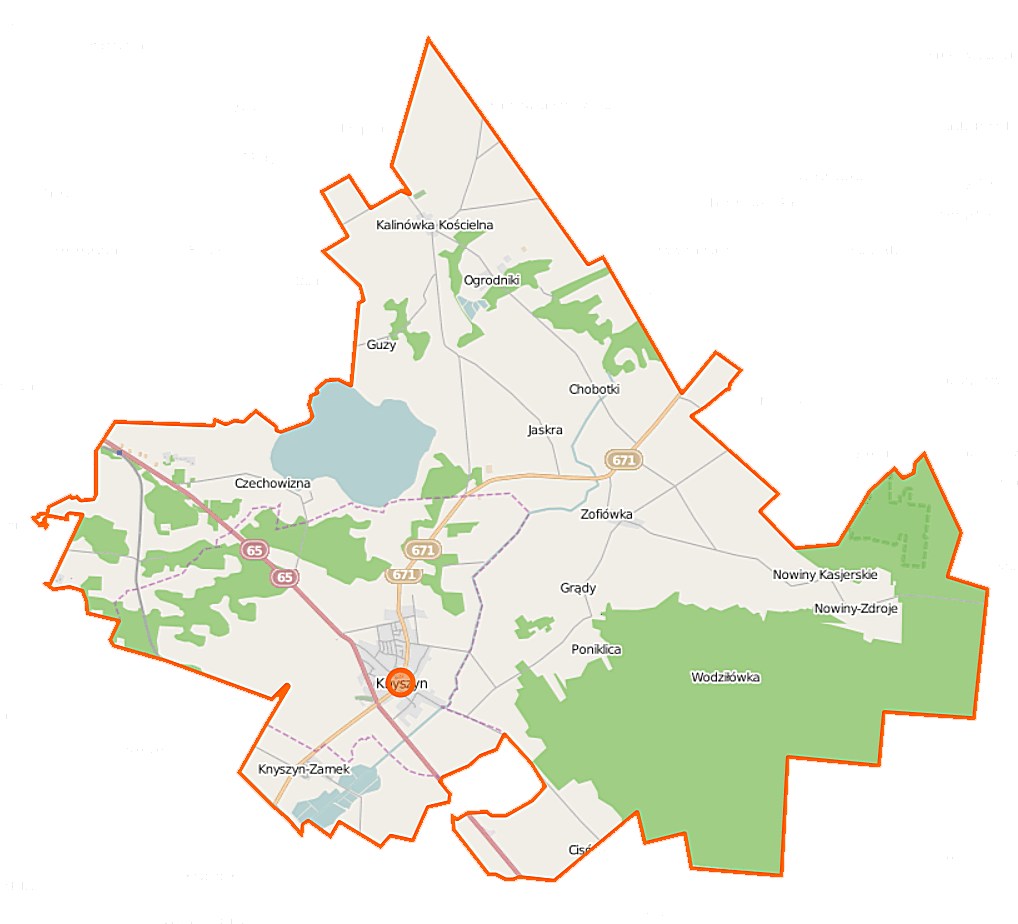
Carte de la gmina de Knyszyn.